# Slobodarska stranka Austrije
Slobodarska stranka Austrije (njem. Freiheitliche Partei Österreichs, skr. FPÖ) krajnje je desničarska, populistička i nacionalno-konzervativna politička stranka u Austriji. Vodio ju je Norbert Hofer od rujna 2019. do 1. lipnja 2021. godine. Treća je po veličini stranka od ukupno pet stranaka u Nacionalnom vijeću (s 30 od 183 mjesta), a osvojila je 16,2 % glasova na parlamentarnim izborima 2019. godine. Zastupljena je u svih devet državnih zakonodavnih tijela i članica je dvaju državnih kabineta (oba djeluju po sustavu Proporz). Na europskoj razini FPÖ je jedan od osnivača Stranke za identitet i demokraciju, a njezina tri zastupnika u Europskom parlamentu sudjeluju u skupini Identitet i demokracija (ID).
Stranka je osnovana 1956. kao nasljednica kratkotrajne Federacije neovisnih (VdU), predstavljajući pangermaniste i nacionalne liberale suprotstavljene socijalizmu, koji je predstavljala Socijaldemokratska stranka Austrije (SPÖ), i katoličkom klerikalizmu, koji je zastupala Austrijska narodna stranka (ÖVP). Njezin prvi vođa Anton Reinthaller bio je bivši nacistički dužnosnik i časnik SS-a, no usprkos tomu stranka nije zagovarala politiku krajnje desnice; predstavljala se kao stranka koja se nalazi u političkom centru. Slobodarska stranka tad je bila treća najveća stranka u Austriji i imala je skromnu podršku. Pod vodstvom Norberta Stegera početkom osamdesetih godina 20. stoljeća nastojala je prilagoditi svoj program na temelju njemačke Slobodne demokratske stranke. Pružila je potporu prvoj vladi socijaldemokratskog kancelara Brune Kreiskyja nakon izbora 1970., ali i vladi Freda Sinowatza od 1983. do 1986. godine.
Godine 1986. Jörg Haider postao je čelnik stranke, nakon čega je počeo ideološki zaokret prema desnom populizmu. To je dovelo do sve snažnije potpore na izborima, ali i do prekida odnosa sa SPÖ-om i rascjepa u obliku Liberalnog foruma 1993. godine. Na izborima 1999. FPÖ je osvojio 26,9 % glasova i tako postao druga najpopularnija stranka (imao je otprilike 500 glasova više od Narodne stranke). Te dvije stranke naposljetku su sklopile koalicijski sporazum u kojem je ÖVP zadržao kancelarev ured. FPÖ je ubrzo izgubio većinu podrške; pao je na 10 % na izborima 2002., ali je vlada potom obnovljena. Zbog unutarnjih napetosti Haider i većina stranačkog vodstva napustili su stranku 2005. i osnovali Savez za budućnost Austrije (BZÖ), koji je zamijenio FPÖ na mjestu vladajućeg partnera.
Heinz-Christian Strache u to je vrijeme postao vođa, a stranka je postupno ponovno stjecala popularnost; vrhunac od 26 % dosegnula je na izborima 2017. godine. Slobodarska stranka ponovno je postala mlađi partner u vladi s ÖVP-om. U svibnju 2019. afera Ibiza dovela je do raspada vlade i Stracheove ostavke na mjestu potkancelara i čelnika stranke. Rezultirajući prijevremeni izbori doveli su do pada FPÖ-a na 16,2 % i povratka iz vlade u oporbu.